# В'язень
Ув'язнений, в'язень — особа, що тримається в місцях позбавлення волі. При цьому, в кримінальному процесі ув'язнений може мати правове становище особи під вартою чи засудженого.
Слово «в'язень» має більш широке значення і застосовується до різних аспектів обмеження особистої свободи.

## Період УРСР
В Україні тюремне ув'язнення регулювалося ВТК УРСР 1970 (ст. 17, 29; у ред. 1992, 2000, 2001). Відповідно до кодексу та окремих відомчих нормативно-правових актів у тюрмах відбували покарання:

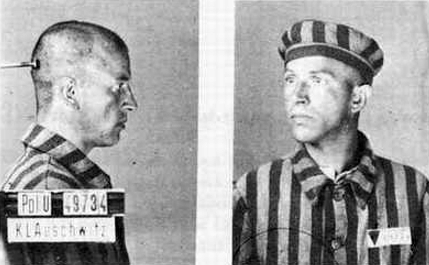
Фото з кримінальної справи, ув'язненого Петра Мірчука

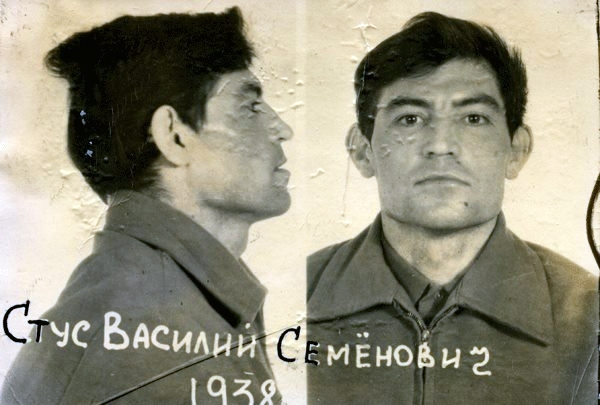
Фото з кримінальної справи, ув'язненого в УРСР Василя Стуса

- Чоловіки та жінки, засуджені до довічного позбавлення волі;
- Чоловіки, які вчинили у повнолітньому віці такі злочини: проти основ нац. безпеки України; умисне вбивство за обтяжуючих обставин; захоплення заручників; утворення злочинної організації, бандитизм; терористичний акт; посягання на життя працівника правоохоронного органу, члена громадського формування з охорони громадського порядку і держ. кордону або військовослужбовця; посягання на життя судді, нар. засідателя чи присяжного у зв'язку з їх діяльністю, пов'язаною зі здійсненням правосуддя; посягання на життя захисника чи представника особи у зв'язку з діяльністю, пов'язаною з наданням правової допомоги; геноцид; посягання на життя представника іноземної держави; захоплення представника влади або працівника правоохоронного органу як заручника;
- Особи, які раніше були засуджені до позбавлення волі за злочини, зазначені в п. 2, і знову вчинили будь-який з цих злочинів або такі злочини: умисне вбивство; умисне тяжке тілесне ушкодження, вчинене на замовлення або яке спричинило смерть потерпілого; зґвалтування, що спричинило особливо тяжкі наслідки, а також зґвалтування малолітньої чи малолітнього; розбій, вчинений за обтяжуючих обставин; вимагательство за обтяжуючих обставин;
- Особи, переведені з виправно-трудових установ на підставах, передбачених ст. 47 ВТК;
- Особи, які на підставі рішень суду відбували позбавлення волі у виді тюремного ув'язнення, продовжували відбувати позбавлення волі у виді тюремного ув'язнення в порядку та на підставі цих рішень до закінчення визначених у них строків або до винесення нового судового рішення[3].

## Законодавчий статус в Україні
Законодавчий статус ув'язнених в Україні осіб чітко та вичерпно окреслений в Законі України «Про попереднє ув'язнення».

## Походження терміна «зек»
Термін «зек» походить від позначення «з/к», що використовували в офіційних радянських документах в період з кінця 1920-х по кінець 1950-х років. Етимологічно походить до скорочення від рос. «Заключённый  каналоармеец", вперше з'явився під час будівництва Біломорсько-Балтійського каналу. Але в 1960-х роках в Україні термін «зек» розкривали, як «забайкальскій комсомолец».

## У культурі

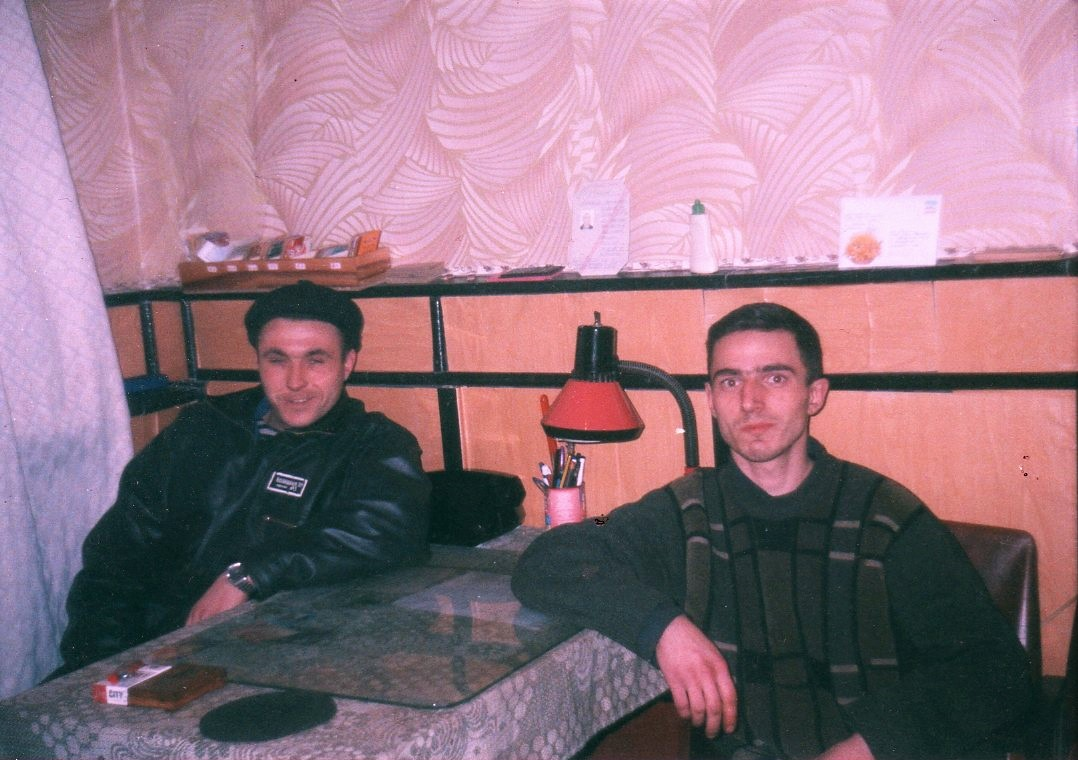
Засуджені ув'язнені в колонії суворого режиму в Росії

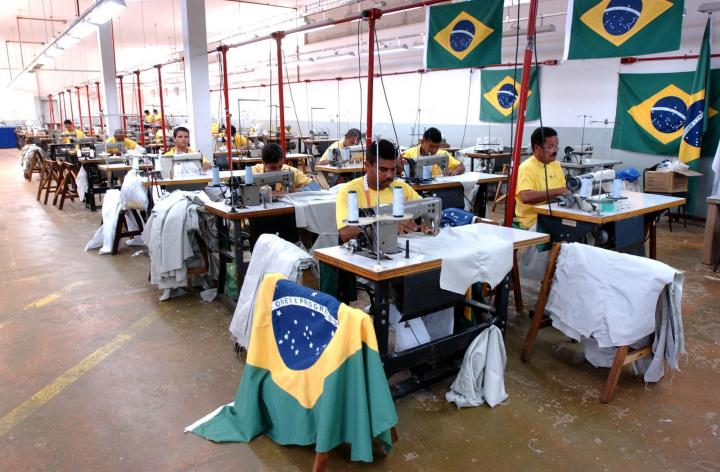
Залучення ув'язнених до праці у Бразилії

Термін «зек» увійшов у російську літературу після того, як багато письменників і поетів, які пройшли через ГУЛАГ, описали свої спостереження і відчуття в романах, есе, нотатках, віршах, поемах. Зеком називають не тільки того, хто в цей момент перебуває в ув'язненні, але й того, хто був в ув'язненні; особливо тих, хто поніс покарання незаслужено. Більшість таких зеків реабілітовано після розвалу СРСР. До зеків відносять[хто?] також жертв каральної психіатрії.